# Бурнати
Бурнати (груз. ბურნათი) — село в Грузии, на территории Чохатаурского муниципалитета края (мхаре) Гурия.

## География
Село на севере Месхетского хребта, на левом берегу реки Хевисцкали, в приблизительно 8 км к северо-востоку от посёлка городского типа Чохатаури, административного центра муниципалитета. Абсолютная высота — 280 метров над уровнем моря. Часовой пояс — UTC+4:00.

## Население
По результатам официальной переписи населения 2014 года в Бурнати проживал 271 человек (139 мужчин и 132 женщины). В национальной структуре населения грузины составляли 99.6%.
| Год  | Население, человек |
| ---- | ------------------ |
| 1908 | 676                |
| 1911 | ↗ 793              |
| 2002 | ↘ 418              |
| 2014 | ↘ 271              |

## Известные уроженцы
- Василий Романович Дзнеладзе  —  директор Гагрского племсовхоза Абхазской АССР, Герой Социалистического Труда.
- Борис Давидович Дзнеладзе — один из организаторов комсомола Грузии.